# Aldo Camini
Aldo Camini is een pseudoniem van de Nederlandse beeldend kunstenaar en schrijver Theo van Doesburg (1883-1931). Onder dit pseudoniem publiceerde Van Doesburg de roman Caminoscopie, 'n antiphilosofische levensbeschouwing zonder draad of systeem. Deze roman is sterk beïnvloed door het futurisme en geeft op cynische wijze kritiek op de traditionele filosofie.

## Caminoscopie

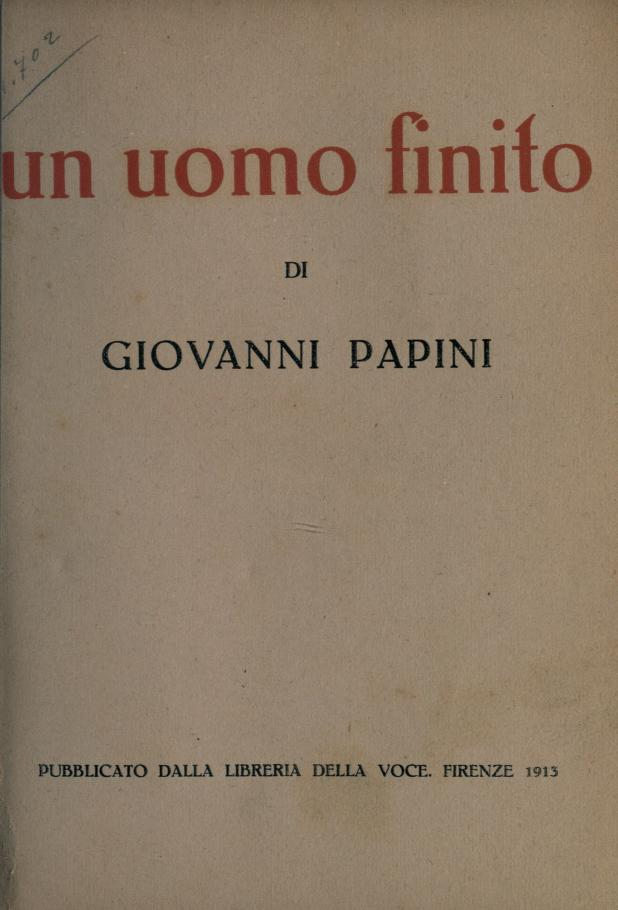
Giovanni Papini. Un uomo finito. 1913.

Van Doesburg introduceerde dit pseudoniem in het meinummer van 1921 van De Stijl. Dit nummer bevat de eerste drie hoofdstukken van de Caminoscopie voorafgegaan door een korte toelichting van Van Doesburg. Hierin schrijft hij dat hij tijdens zijn verblijf in Milaan in april 1921 in het atelier van de schilder ‘C.C. den metaphysicist’ (Carlo Carrà) het manuscript vond van een ‘sedert kort overleden, totaal onbekenden schilder-schrijver, Aldo Camini genaamd’. Dit 'manuscript' publiceert hij vervolgens in De Stijl onder de rubriek Caminoscopie. De Caminoscopie is een mengeling van de antifilosofie van Giovanni Papini en futuristische poetica van wetenschap en technologie, die met name bij Carlo Carrà een metafysische bijklank heeft. Als zodanig probeerde Van Doesburg de filosofie te verbannen uit de literatuur, want literatuur is geen filosofie, aldus Van Doesburg.

## Naam
Over de herkomst van de naam Aldo Camini en de eventuele betekenis hiervan lopen de meningen uiteen. Volgens De Stijl-kenner Paul Overy komt het van het Italiaans aldo (oud) en cammini (een werkwoordsvervoeging van camminare, dat ‘gaan’ betekent) en staat het dus voor zoiets als ‘Het oude moet gaan’. Volgens Joost Baljeu is de naam Camini ontleend aan het boek Discorso di Roma (1913) van de Italiaanse futurist Giovanni Papini. Hierin roept Papini op tot de stichting van een nieuwe, heroïsche mens, ‘che sa camminare da sè’ (die weet hoe hij zonder hulp moet lopen). Ook Van Doesburg-auteur Alied Ottevanger denkt dat Van Doesburg de naam Camini aan Papini ontleende. In de bibliotheek van Van Doesburg, die in het Rijksbureau voor Kunsthistorische Documentatie in Den Haag wordt bewaard, bevindt zich het boek De nieuwe Europeesche geest in kunst en letteren (1920). Hierin schreef Van Doesburg het woord ‘cammini’ op dezelfde pagina waar Romano Guarnieri een toelichting geeft op Giovanni Papini's Un uomo finito (1913). De ‘uomo finito’ waar Papini over schreef was een man die verder gaat dan de ‘mezzo del cammin’ (de middenweg) van het leven. Hij bevindt zich halverwege zijn leven en hoewel hij niet weet waarheen deze leidt, blijft hij zijn weg vervolgen. Papini's personage is kenmerkend voor Van Doesburg en zijn generatie, die het nieuwe (en dus het onbekende) zocht en zich daarbij vasthield aan een idee.

## Het ‘dynamische principe’
Het antifilosofische en antilogische karakter van de Caminoscopie lijkt moeilijk verenigbaar met het rationele en logische van de nieuwe beelding, die Van Doesburg zo hevig bepleitte. Van Doesburg geloofde echter in het dynamische principe, dat wil zeggen dat, volgens hem, de confrontatie van twee tegenovergestelde krachten vooruitgang voortbracht. Dit principe is overal in zijn denken en werk terug te vinden, bijvoorbeeld als dissonant of de toepassing van kleur die tegen de architectuur inging. Zijn activiteiten als Aldo Camini, maar ook als I.K. Bonset, zijn vanuit dit principe te verklaren. Ook heeft Van Doesburg zich tot het verschijnen van de Caminoscopie ingezet om aan te tonen dat het in de schilderkunst niet ging om de voorstelling en dat kunst juist bedoeld is om het aardse te ontstijgen en is de Caminoscopie een poging aan te tonen dat dit ook voor de literatuur geldt.

## Van Doesburg en het futurisme
De Caminoscopie is sterk beïnvloed door het futurisme en het dadaïsme. Van Doesburg was erg geïnteresseerd in het futurisme en was al vanaf 1912 bekend met deze stroming. In 1916 volgde hij in Leiden Italiaanse les om de futuristische manifesten te kunnen lezen. In april 1921 ontmoette hij in Milaan de futuristenleider Filippo Marinetti. Van Doesburg zag in het futurisme een voorloper van zijn eigen nieuwe beelding en schreef in Het Getij, dat het futurisme, net als het dadaïsme, van belang was als vernietiger van het oude om zo ruimte te maken voor het nieuwe.